# Grosotto
Grosotto é uma comuna italiana da região da Lombardia, província de Sondrio, com cerca de 1.689 habitantes. Estende-se por uma área de 53 km², tendo uma densidade populacional de 32 hab/km². Faz fronteira com Grosio, Mazzo di Valtellina, Monno (BS), Vervio.

## Demografia
| Variação demográfica do município entre 1861 e 2011                               |
|                                                                                   |
| Fonte: Istituto Nazionale di Statistica (ISTAT) - Elaboração gráfica da Wikipedia |